# Гвинея-Бисау на летних Олимпийских играх 2012
Гвинея-Бисау принимала участие в летних Олимпийских играх 2012 года, которые проходили в Лондоне (Великобритания) с 27 июля по 12 августа, где её представляли 4 спортсмена в двух видах спорта. На церемонии открытия Олимпийских игр флаг Гвинеи-Бисау нёс борец Аугусто Мидана.
На летних Олимпийских играх 2012 Гвинея-Бисау вновь не сумела завоевать свою первую олимпийскую медаль. При этом Аугусто Мидана и Холдер да Силва принимали участие во второй своей Олимпиаде.

## Состав и результаты

### Борьба
Мужчины
Вольная борьба
| Соревнование | Спортсмены     | 1/16 финала         | 1/8 финала            | Четвертьфинал        | Полуфинал            | Финал                | Место |
| Соревнование | Спортсмены     | Соперник Результат  | Соперник Результат    | Соперник Результат   | Соперник Результат   | Соперник Результат   | Место |
| ------------ | -------------- | ------------------- | --------------------- | -------------------- | -------------------- | -------------------- | ----- |
| до 74 кг     | Аугусто Мидана | VENР. Роберти В 3:1 | GEOД. Хуцишвили П 1:3 | Завершил выступление | Завершил выступление | Завершил выступление | 7     |

Женщины
Вольная борьба
| Соревнование | Спортсмены      | 1/16 финала        | 1/8 финала            | Четвертьфинал         | Полуфинал             | Финал                 | Место |
| Соревнование | Спортсмены      | Соперник Результат | Соперник Результат    | Соперник Результат    | Соперник Результат    | Соперник Результат    | Место |
| ------------ | --------------- | ------------------ | --------------------- | --------------------- | --------------------- | --------------------- | ----- |
| до 63 кг     | Жасира Мендонса | HUNМ. Састин П 0:3 | Завершила выступление | Завершила выступление | Завершила выступление | Завершила выступление | 17    |

### Лёгкая атлетика
Мужчины
Беговые виды
| Соревнование | Спортсмены      | Отборочный раунд | Отборочный раунд | Отборочный раунд | Четвертьфинал | Четвертьфинал | Четвертьфинал | Полуфинал            | Полуфинал            | Полуфинал            | Финал                | Финал                |
| Соревнование | Спортсмены      | Забег            | Результат        | Место            | Забег         | Результат     | Место         | Забег                | Результат            | Место                | Результат            | Место                |
| ------------ | --------------- | ---------------- | ---------------- | ---------------- | ------------- | ------------- | ------------- | -------------------- | -------------------- | -------------------- | -------------------- | -------------------- |
| 100 метров   | Холдер да Силва | 1                | 10,69            | 3                | 4             | 10,71         | 7             | Завершил выступление | Завершил выступление | Завершил выступление | Завершил выступление | Завершил выступление |

Женщины
Беговые виды
| Соревнование | Спортсмены       | Отборочный раунд | Отборочный раунд | Отборочный раунд | Полуфинал             | Полуфинал             | Полуфинал             | Финал                 | Финал                 |
| Соревнование | Спортсмены       | Забег            | Результат        | Место            | Забег                 | Результат             | Место                 | Результат             | Место                 |
| ------------ | ---------------- | ---------------- | ---------------- | ---------------- | --------------------- | --------------------- | --------------------- | --------------------- | --------------------- |
| 400 метров   | Грасиэла Мартинс | 7                | 58,30            | 6                | Завершила выступление | Завершила выступление | Завершила выступление | Завершила выступление | Завершила выступление |